# أجرين
الأجرين (بالإنجليزية: Agrin)‏ هو بروتيوغليكان كبير يتمثل دوره الأساسي في نمو الموصلات العصبية العضلية أثناء تخلق الجنين. تمت تسمية أجرين بهذا الاسم اعتمادًا على مشاركته في تجميع مستقبلات الأسيتيل كولين أثناء تكون المشابك العصبية. يتحول هذا البروتين في البشر من خلال جين AGRN gene.
يحتوي هذا البروتين على تسعة نطاقات مماثلة لمثبطات البروتياز. ربما تكون لهذا البروتين وظائف أيضًا في أنسجة أخرى وأثناء مراحل النمو. يعد هذا البروتين مكونًا رئيسيًا لـالبروتيو غليكان في الغشاء القاعدي الكبيبي .

## الاكتشاف
تم اكتشاف بروتين أجرين لأول مرة عن طريق مختبر يو جي مكماهان بجامعة استانفورد.

## آلية العمل
يفرز الطرف النامي للمحاور العصبية الحركية بروتينًا يسمى أجرين. يربط هذا البروتين عدة مستقبلات على سطح العضلة الهيكلية. يسمى المستقبل الذي يبدو مطلوبًا لتكوين الموصلات العصبية العضلية (NMJ) باسم مستقبل MuSK (كيناز الخاص بالعضلات). يعد MuSK كيناز تيروزين للمستقبل - وهذا يشير إلى أنه يحث إشارات الخلايا من خلال إحداث إضافة لجزيئات الفوسفات إلى تيرزوينات محددة عليها نفسها وعلى البروتينات التي تربط النطاق السيتوبلازمي للمستقبل.
بالإضافة إلى مستقبل MuSK، يربط بروتين أجرين العديد من البروتينات الأخرى على سطح العضلة، منها دستروجليكان ولامينين. لوحظ أن مراحل الربط الإضافية هذه مطلوبة لاستقرار NMJ.
تم بصورة أساسية توضيح المطلب الخاص ببروتين أجرين ومستقبل MuSK في تكوين NMJ من خلال دراسات تعطيل الجينات التي أجريت على الجرذان. في الفئران التي لديها نقص في هذا البروتين، لم تتكون الموصلات العصبية العضلية. هناك العديد من البروتينات الأخرى التي تكون الموصلات العصبية العضلية، ومطلوبة للمحافظة على سلامتها. على سبيل المثال،
تربط الموصلات العصبية العضلية بروتينًا يسمى (dishevelled" (Dvl"، والذي يوجد في مسار إشارات جين Wnt. يعد بروتين Dvl مطلوبًا أيضًا لتجميع مستقبلات الأسيتيل كولين (AChRs) التي تتوسط الموصلات العصبية العضلية، نظرًا لكون تثبيط Dvl حائلاً دون التجميع.

## الإشارات
يفرز العصب بروتين أجرين، مما ينتج عنه فسفتة مستقبل MuSK.
يبدو أن مستقبل MuSK يجدد كيناز كازين 2، والذي يعد مطلوبًا للتجميع.
بعدها يرتبط بروتين يسمى رابسين بدعامة MuSK الرئيسية، لحث التجميع الإضافي لمستقبلات الأسيتيل كولين (AChR). يتم إنتاج هذا البروتين بالصورة نفسها من الدعامة الثانوية. ظهر أيضًا أن هناك بروتينًا يسمى Dok-7 مطلوبًا بصورة واضحة لتكوين الدعامة الثانوية؛ يتم تجديد هذا البروتين بصورة واضحة بعد فسفتة MuSK وقبل تجميع مستقبلات الأسيتيل كولين.

## الشكل
توجد ثلاثة مواقع محتملة لربط هيبارين سلفات (HS) داخل البنية الرئيسية لبروتين أجرين، لكن يُعتقد أن اثنين منها فقط من هذه المواقع هي التي تحمل بالفعل سلاسل HS عند إظهار البروتين.
في واقع الأمر استنتجت إحدى الدراسات أن هناك موقعي ربط على الأقل ضروريين عبر حث عوامل تركيبية. نظرًا لقيام شظايا بروتين أجرين بحث تجميع مستقبل الأسيتيل كولين بالإضافة إلى فسفتة مستقبل MuSK، قام الباحثون بتوصيلها واكتشفوا أن المختلف منها لا يحدث فسفتة. ظهر أيضًا أن نطاق G3 لبروتين أجرين بلاستيكي بصورة كبيرة، مما يعني أنه يمكنه التمييز بين الشركاء المرتبطين للحصول على أفضل ملاءمة.
ظهر أن غليكوز أمينوغليكان للهيباران سلفات المرتبط ببروتين أجرين برابطة تساهمية يلعب دورًا في تجميع AChR. ينتج عن التداخل في التكوين الصحيح للهيباران سلفات عبر إضافة كلورات إلى مزرعة خلية عضلية هيكلية انخفاضًا في عدد مرات التجميع التلقائي لمستقبل الأسيتيل كولين(AChR). وعلى خلاف الارتباط المنفرد مباشرة بالجزء الرئيسي لبروتين أجرين، ربما يكون هناك عددًا من مكونات الدعامة الثانوية التي ربما تتفاعل أيضًا مع السلاسل الجانبية لليهباران سلفات الموجودة بها.
يُقترح أن هناك دورًا في احتجاز الجزيئات الضخمة داخل الجملة الوعائية للهيباران سلفات المرتبط ببروتين أجرين عند الغشاء القاعدي الكبيبي أو الغشاء القاعدي السنخي.